# Мірудія
Мірудія (мерудія, миродій, мерудя, мюрдя, мюрдія) — універсальна зелена суха приправа. Суміш сушених пряних подрібнених трав. Поширена на Буджаку, на півдні Бессарабії, на Одещині, в Румунії та Болгарії.
Суміш додають у м'ясні, рибні та овочеві страви, супи, салати, яєчню, посипають бринзу. Іноді нею посипають свіжий хліб та їдять.

## Етимологія
Слово походить із середньогрецької мови, звідки було запозичено в інші балканські мови.
Мірудія (рум. mirodenie, болг. мерудия, мак. миродја, серб. мирођија) — у Причорномор'ї та на Балканах це узагальнююча назва всіх зелених спецій, які використовуються для приготування їжі. У різних регіонах так називають різні спеції. У західній Болгарії так називають кріп. У Русі та Сілістрі цим словом називають пажитник, в інших регіонах петрушку. У Сербії мирођија це кріп. У Північній Македонії миродја це фенхель. Так само в Болгарії під цією назвою можна побачити суміш спецій «шарена сол».

## Склад

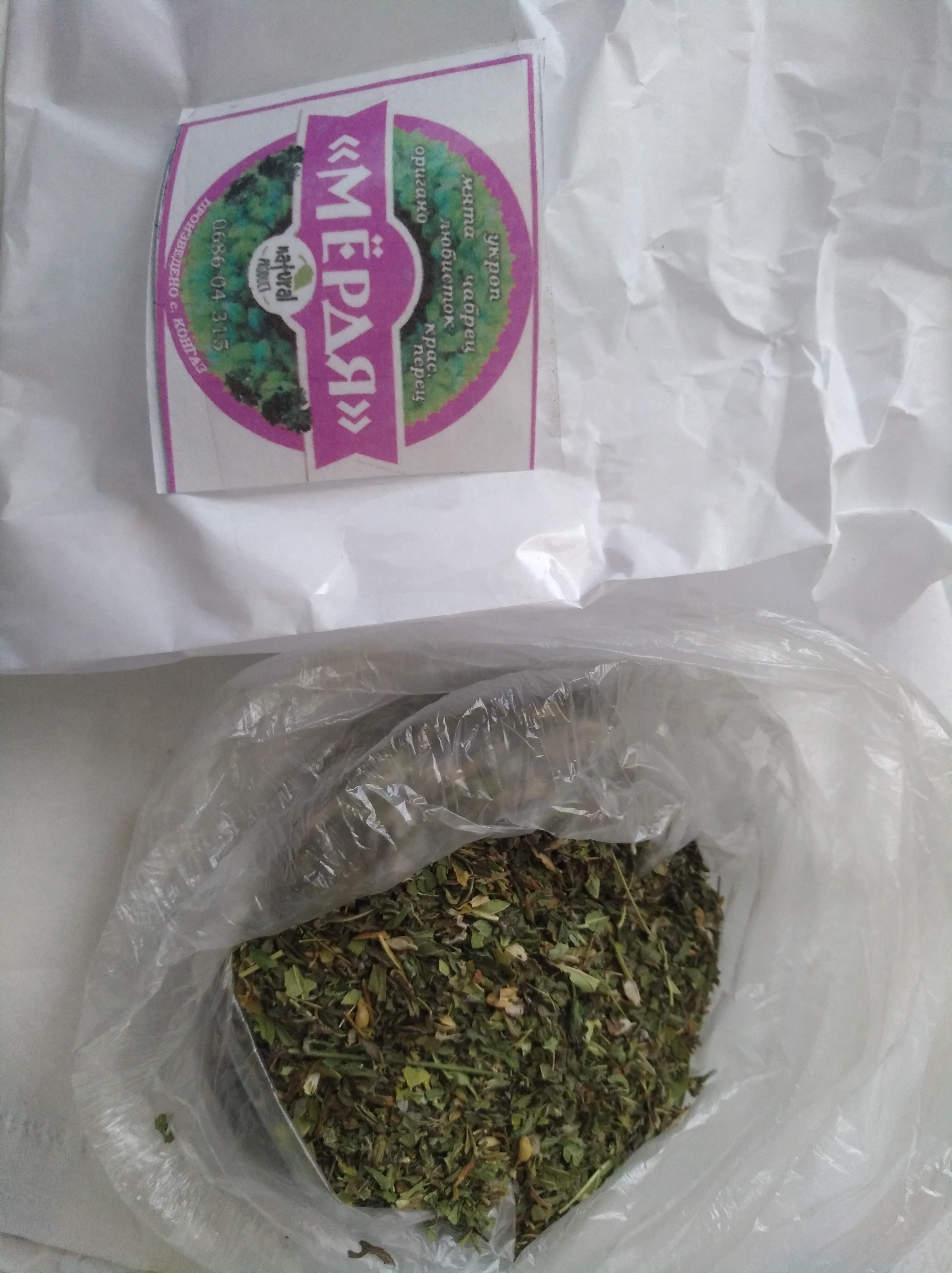
Мірудія із Гагаузії, с. Конгаз

Рецептів суміші дуже багато, залежно від регіону варіюється набір спецій та пропорції інгредієнтів. Основні компоненти це висушена і подрібнена на порошок зелена частина рослин:
- нектароскордум (самардала, дика цибуля, болгарська цибуля, болгарська черемша)
- пажитник (пойоту)
- зелена цибуля
- пір'я часнику
- зелень петрушки
- зелень кропу
- м'ята колосиста (болгарська м'ята, джоджен, гезум)
- чабер

Іноді додають:
- любисток (леуштян)
- листя та перегородки солодкого та гіркого перців
- морквяне бадилля
- листя селери.

Деякі рецепти засновані на суміші пажитника з обсмаженим насінням та борошном :
- насіння пажитника
- насіння соняшника
- насіння гарбуза
- печений нут
- обсмажене кукурудзяне борошно
- червона паприка
- чабер